# Шверин (графство)
Шверинское графство (нем. Grafschaft Schwerin) — средневековое государство, входившее в состав Священной Римской империи и находившееся в Мекленбурге. Существовало с 1161 по 1358 год.

## История
Было создано в 1161 году после завоевания Генрихом Львом вендской крепости в Шверине в 1160 году. Генрих Лев передал эти земли своему вассалу Гунцелину фон Хагену, упрочившему в последующие годы свою власть в этом регионе. Территории Виттенбург и Бойценбург из бывшего графства Ратцебург присоединились к Шверинскому графству в качестве датских ленов в 1203 и 1204 годах соответственно.
В 1227 году Шверинское графство вновь стало саксонским леном, тремя годами позже границы с соседним Мекленбургом были урегулированы в договоре.
Старшая линия рода Шверинских графов угасла в 1344 году, младшая линия в Виттебурге лишилась прямых наследников по мужской линии в 1357 году со смертью последнего графа Оттона I. Попытки его младшего брата графа Текленбургского Николая I, проживавшего после женитьбы в замке Текленбург юго-западнее Оснабрюка, сохранить семейные владения потерпели неудачу в 1358 году, когда на графство стал предъявлять претензии герцог Мекленбургский Альбрехт II. В итоге, Николай продал графство Альбрехту II, и с этого времени и до ликвидации монархии Шверинское графство считалось основным владением мекленбургских (великих) герцогов, титуловавшихся отныне графами Шверинскими.

## Графы Шверина
1. Гунцелин (Гюнцель) I фон Хаген, ум. 1185, в 1167—1185 годах граф Шверина:
  1. Гельмольд I, ум. 1196/96, граф Шверина в 1185—1194 годах
  2. Герман, епископ Шверинский, пастор Гамбургского собора
  3. Гунцелин II, ум. после 1220, в 1195—1220 годах граф Шверина
    1. Ода, ум. после 1283 года, в 1217 году вышла замуж за Николая (Нильса) Халландского, сына Вальдемара II Датского:
      1. Нильс Халланд-Шверинский

  4. Генрих I Чёрный, ум. 1228, граф Шверина в 1200—1228 годах
    1. Гунцелин III, ум. 1274, граф Шверина в 1228—1274, женился на Маргарите Мекленбургской, ум. после 18 августа 1267 года, дочери Генриха Борвина II
    2. Гельмольд II, ум. после 1267, граф Бойценбурга

### Шверинская линия
Потомки Гунцелина III:
1. Гельмольд III, ум. после 1297, в 1262—1295 годах граф Шверина
  1. Гунцелин V, ум. после 1307, в 1296—1307 годах граф Шверина
  2. Генрих III, ум. 1344, в 1296—1307 годах граф Шверина, Бойценбурга и Кривица 1298—1344
2. Гунцелин IV, ум. после 1283, каноник Шверина (1273—1283)
3. Генрих II, ум. до 1267
4. Иоганн, ум. после 1300, в 1294—1300 годах архиепископ Риги

### Виттенбургская линия
1. Николай I, ум. 1323, сын Гунцелина III, граф Виттенбурга, Бойценбурга и Кривица с Железно
  1. Гунцелин VI, ум. 1327 (либо после 23 апреля 1338), граф Виттенбурга в 1323—1327 годах
    1.       1. Оттон I, ум. 1357, граф Виттебурга в 1328 году, граф Шверина в 1344—1356 годах
        1. Рихарда, ум. 1377, замужем за Альбрехтом III Мекленбургским

      2. Николай (III), ум. после 1367, граф Текленбурга, 1356—1358
        1. Оттон VI/II, граф Текленбурга и Шверина

      3. Беата, ум. до 1340, замужем за герцогом Альбрехтом IV Саксен-Лауэнбургским
      4. Рикса, ум. до 1386, замужем за герцогом Шлезвига Вальдемаром V

    2. Аудация, аббатиса монастыря Царрентин
    3. Кунигунда, монахиня монастыря Царрентин
    4. Агнес, монахиня монастыря Царрентин
    5. Николай II, ум. 1349/1350, граф Виттенбурга в 1345—1349 годах, граф Бойценбурга и Кривица 1323

  2. женат на Мирославе, дочери Барнима I Померанско-Штеттинского:
    1. Барним
    2. Мехтильда, монахиня цистерцианского монастыря в Штеттине
    3. Беатриса, монахиня цистерцианского монастыря в Штеттине
    4. Анастасия
      1. замужем за графом Вальдемаром Ютландским
      2. замужем за графом Герхардом Гольштейн-Плёнским